# Страбл (Айова)
Страбл (англ. Struble) — місто (англ. city) в США, в окрузі Плімут штату Айова. Населення — 67 осіб (2020).

## Географія
Страбл розташований за координатами 42°53′40″ пн. ш. 96°11′41″ зх. д. / 42.89444° пн. ш. 96.19472° зх. д. (42.894467, -96.194585).  За даними Бюро перепису населення США в 2010 році місто мало площу 0,40 км², уся площа — суходіл.

## Демографія
Згідно з переписом 2010 року, у місті мешкало 78 осіб у 33 домогосподарствах у складі 20 родин. Густота населення становила 194 особи/км².  Було 35 помешкань (87/км²).
Расовий склад населення:
| - 84,6 % — білих - 10,3 % — осіб інших рас |

До двох чи більше рас належало 5,1 %. Частка іспаномовних становила 14,1 % від усіх жителів.
За віковим діапазоном населення розподілялося таким чином: 26,9 % — особи молодші 18 років, 61,6 % — особи у віці 18—64 років, 11,5 % — особи у віці 65 років та старші. Медіана віку мешканця становила 41,0 року. На 100 осіб жіночої статі у місті припадало 105,3 чоловіків;  на 100 жінок у віці від 18 років та старших — 119,2 чоловіків також старших 18 років.
Середній дохід на одне домашнє господарство  становив 62 056 доларів США (медіана — 59 688), а середній дохід на одну сім'ю — 71 371 долар (медіана — 69 167). 
Цивільне працевлаштоване населення становило 52 особи. Основні галузі зайнятості: виробництво — 26,9 %, будівництво — 13,5 %, роздрібна торгівля — 9,6 %, інформація — 9,6 %.